# Kościół Trójcy Przenajświętszej w Ule
Kościół Trójcy Przenajświętszej w Ule – kościół parafialny w Ule na Białorusi.

## Historia
Kościół wybudowano w miejscu drewnianej świątyni pw. Ducha Świętego z 1669 r. Jego budowę rozpoczął w 1853 r. ks. Szymon Jakusiewicz. Od 1857 r. wspierał go wikariusz ks. Jerzy Motuz, późniejszy proboszcz parafii. On też ukończył budowę w 1864 r. Patronem kościoła był św. Łukasz. W marcu 1882 r. podczas pożaru miasteczka spłonął dach świątyni, sufit, organy i inne elementy wyposażenia. Po latach odbudowy została poświęcona w 1896 r. przez biskupa ks. Franciszka Symona. Wiosną 1914 r. kościół został odremontowany i ogrodzony. W 1935 r. sowieci odebrali świątynię wiernym i przeznaczyli ją na skład zboża. Później przerobili ją na klub, a w latach 60. XX w. spalili. Ostatecznie zdewastowany budynek stał się śmietnikiem.

W 1992 r. przywrócono istnienie parafii. Dzięki staraniom proboszcza ks. Mieczysława Janczyszyna i wiernych kościół został odbudowany. 18 września 1999 r. został konsekrowany przez metropolitę mińsko-mohylewskiego ks. kardynała Kazimierza Świątka.  

Kościół posiadał dwie niskie wieże, obecnie nieodbudowane. Dawniej podczas Wielkiego Tygodnia wystawiano trumnę Jezusa Chrystusa. Przy pomocy specjalnego mechanizmu figura Zmartwychwstałego Jezusa i monstrancja, były podnoszone ponad trumnę.    

Galeria
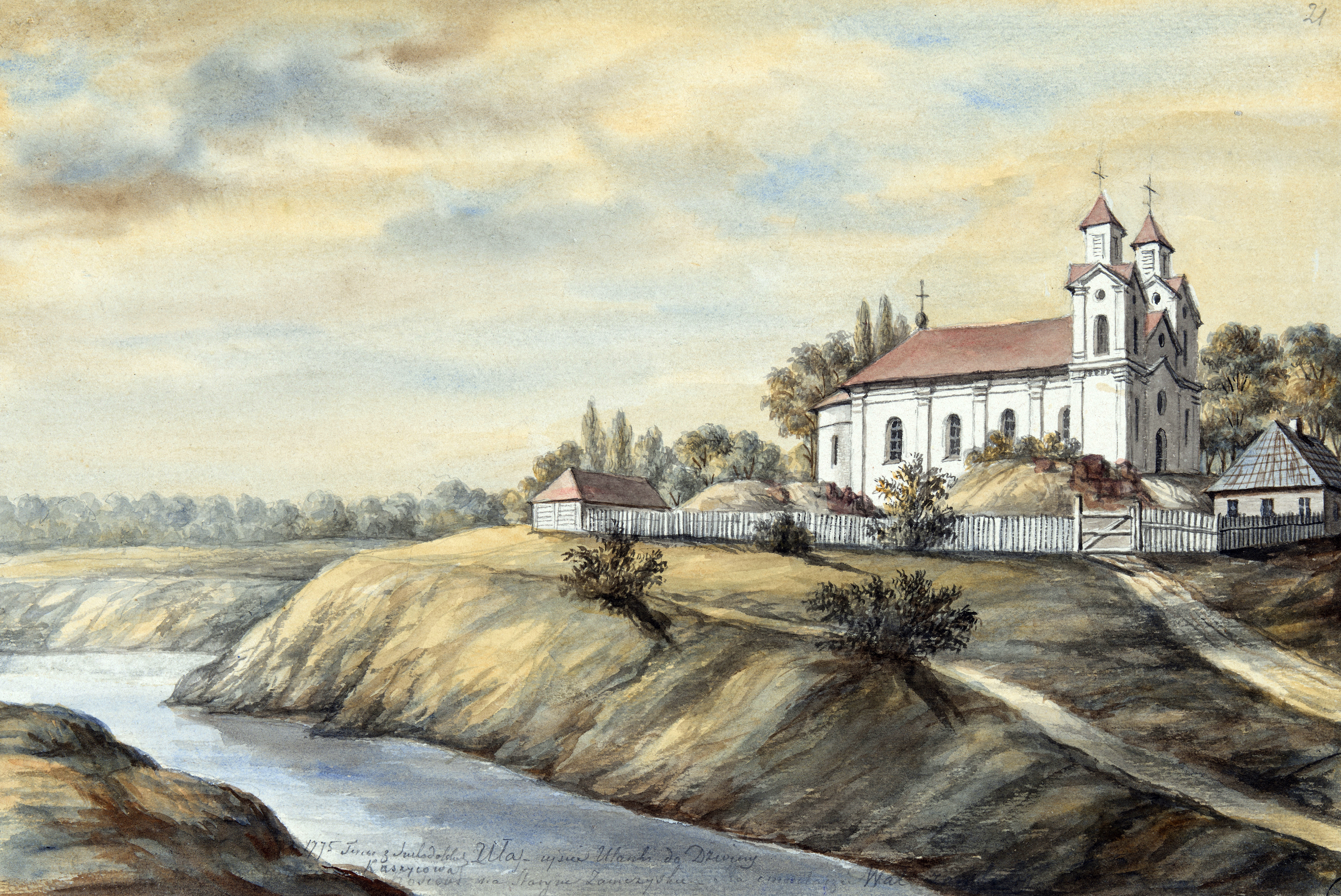
Kościół na rysunku Napoleona Ordy, 1875/1876
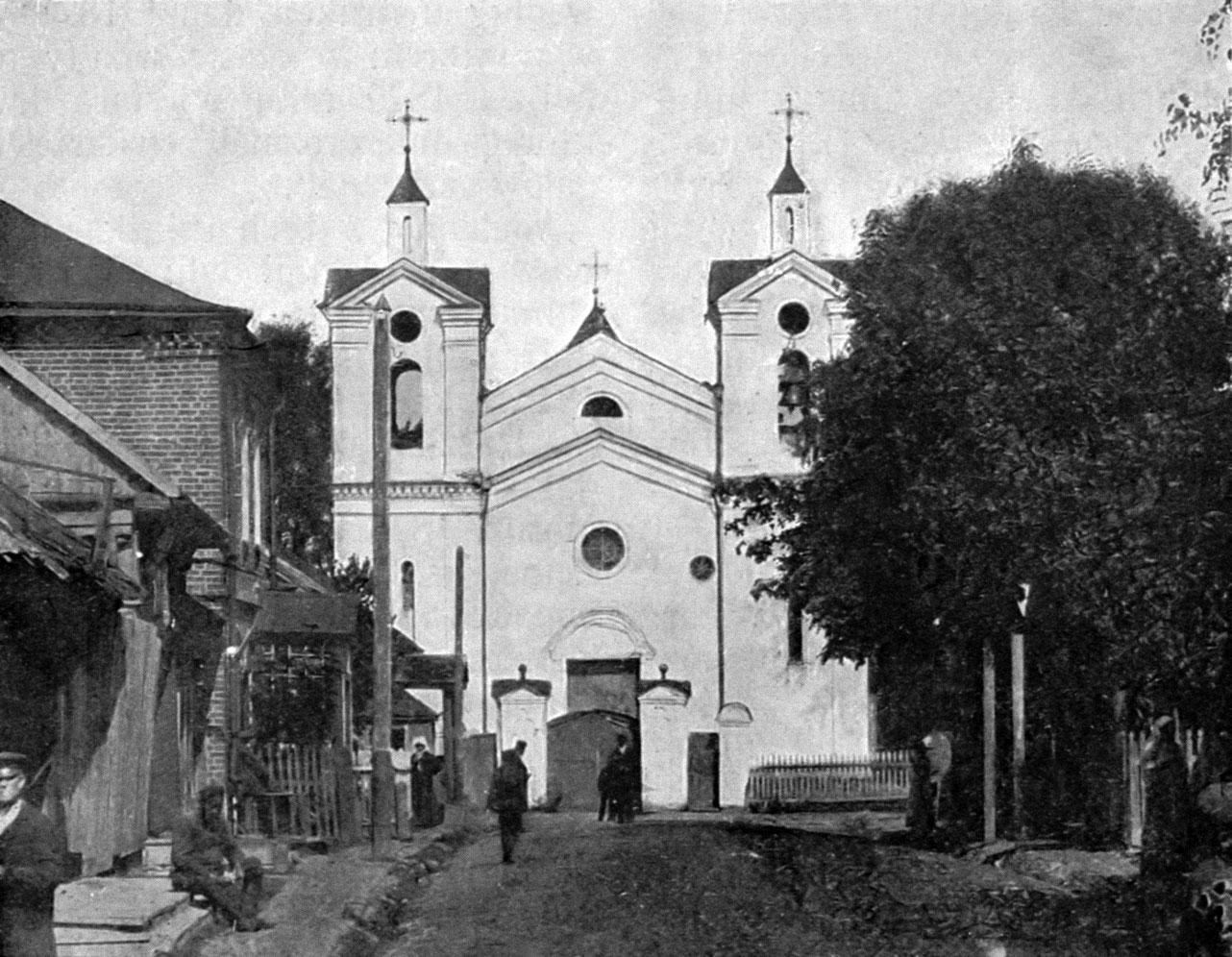
Kościół w 1913 r.
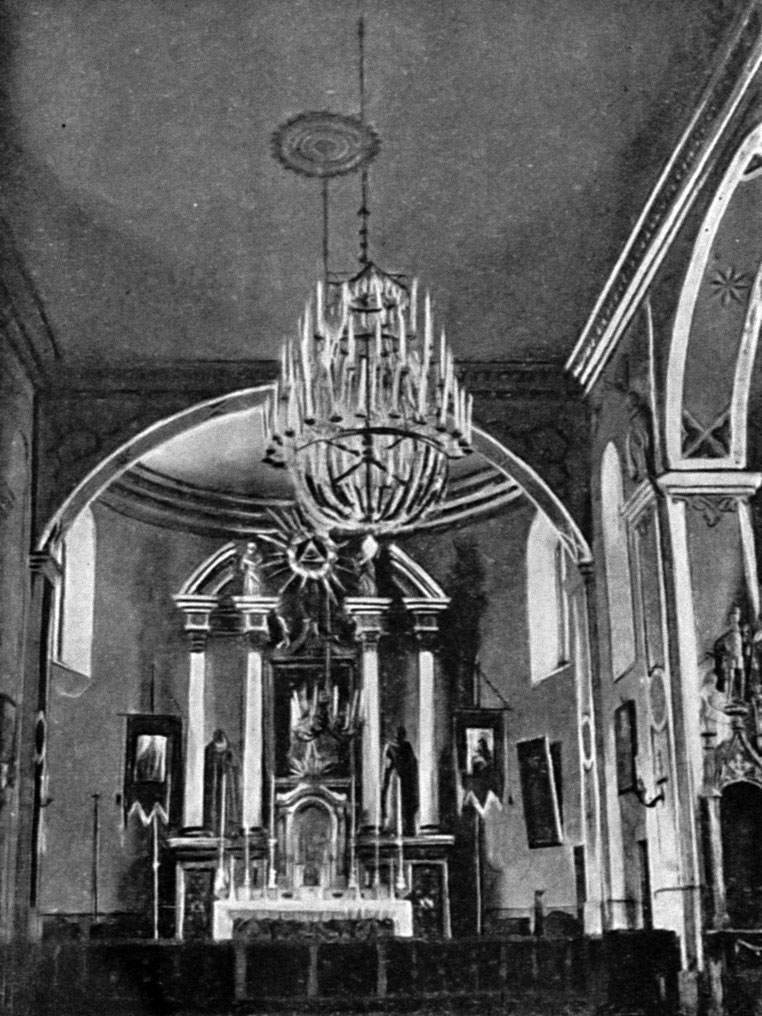
Wnętrze kościoła w 1913 r.
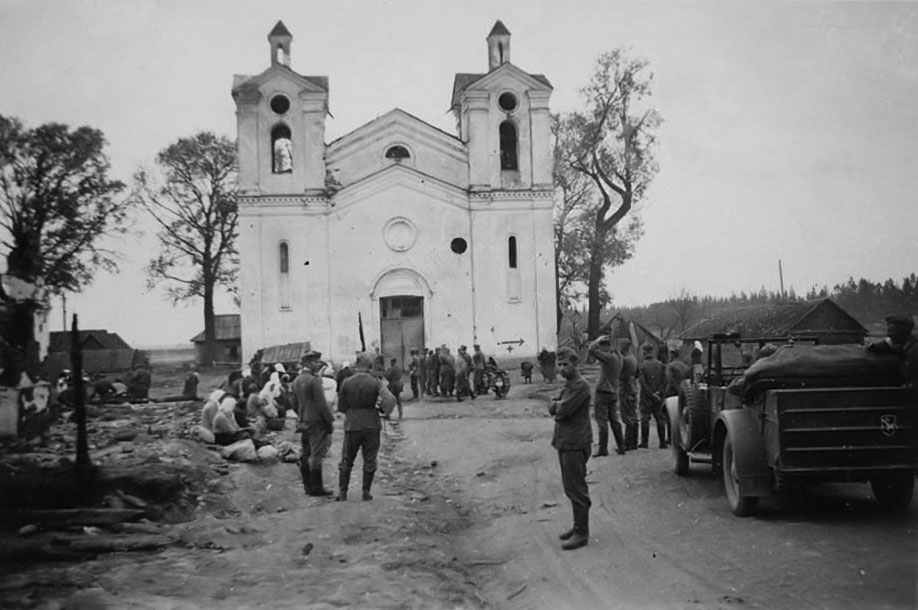
Kościół podczas II wojny światowej